# Bulbophyllum anaclastum
Bulbophyllum anaclastum är en orkidéart som beskrevs av Jaap J. Vermeulen. Bulbophyllum anaclastum ingår i släktet Bulbophyllum och familjen orkidéer. Inga underarter finns listade i Catalogue of Life.